# (1061) Paeonia
(1061) Paeonia es un asteroide perteneciente al cinturón de asteroides descubierto por Karl Wilhelm Reinmuth el 10 de octubre de 1925 desde el observatorio de Heidelberg-Königstuhl, Alemania.

## Designación y nombre
Paeonia recibió al principio la designación de 1925 TB.
Posteriormente se nombró por las peonías, un género de plantas de la familia de las peoniáceas.

## Características orbitales
Paeonia orbita a una distancia media del Sol de 3,13 ua, pudiendo alejarse hasta 3,786 ua y acercarse hasta 2,475 ua. Su excentricidad es 0,2095 y la inclinación orbital 2,498°. Emplea 2023 días en completar una órbita alrededor del Sol.